# Dacopsis mantissa
Dacopsis mantissa är en tvåvingeart som först beskrevs av Erich Martin Hering 1952.  Dacopsis mantissa ingår i släktet Dacopsis och familjen borrflugor. Inga underarter finns listade i Catalogue of Life.